# Gem Diamonds
Gem Diamonds ist ein britisches Diamantenbergbauunternehmen mit Hauptsitz in London. 

## Geschichte
Gegründet wurde das Unternehmen im Juli 2005.
Das Unternehmen betreibt Diamantenminen in Angola, Australien (Ellendale-Diamantenmine), Botswana, der Zentralafrikanischen Republik, der Demokratischen Republik Kongo, Lesotho und Indonesien.